# Ивано-Франковский краеведческий музей
Ивано-Франко́вский краеве́дческий музе́й — музей в Ивано-Франковске на Украине.

## Создание музея
Создание Ивано-Франковского краеведческого музея началось в конце 1939 года, практически сразу после вхождения Прикарпатья в СССР. В 1940 году в День Первомая состоялось открытие. Тогда музей назывался — Станиславский областной историко-краеведческий музей. Экспозиция размещалась в доме на улице Галицкой, 7 и включала разделы: истории, народного творчества, природы и библиотеки. Фонды насчитывали 10 565 единиц хранения.

## Современное состояние
С 1958 года для размещения музея предоставлено новое помещение — здание городской ратуши, где он находится по настоящее время. Его фонды теперь насчитывают более 118 тысяч единиц хранения, среди которых такие коллекции как, нумизматическая, этнографическая, археологическая, палеонтологическая, филателистическая и другие. Кроме того, музей располагает различными историческими документами, старопечатными книгами, предметами иконографии, живописи, скульптуры, оружия.

### Филиалы
На правах филиалов в Ивано-Франковский краеведческий музей входят:
- Литературный музей Прикарпатья (г. Ивано-Франковск);
- Литературно-мемориальный музей Ивана Франко (с. Криворовня Верховинского района);
- Хата-гражда (с. Криворовня Верховинского района);
- Историко-краеведческий музей им. А. Феданка (пгт. Солотвин Богородчанского района);
- Литературно-мемориальный музей Леся Мартовича (с. Торговица Городенковского района);
- Музей М. Грушевского (с. Криворовня Верховинского района);
- Историко-краеведческий музей О. Довбуша (пгт. Печенежин Коломыйского района);
- Историко-краеведческий музей «Гуцульщина» (пгт. Верховина Верховинского района).